# Técnica de Nuss

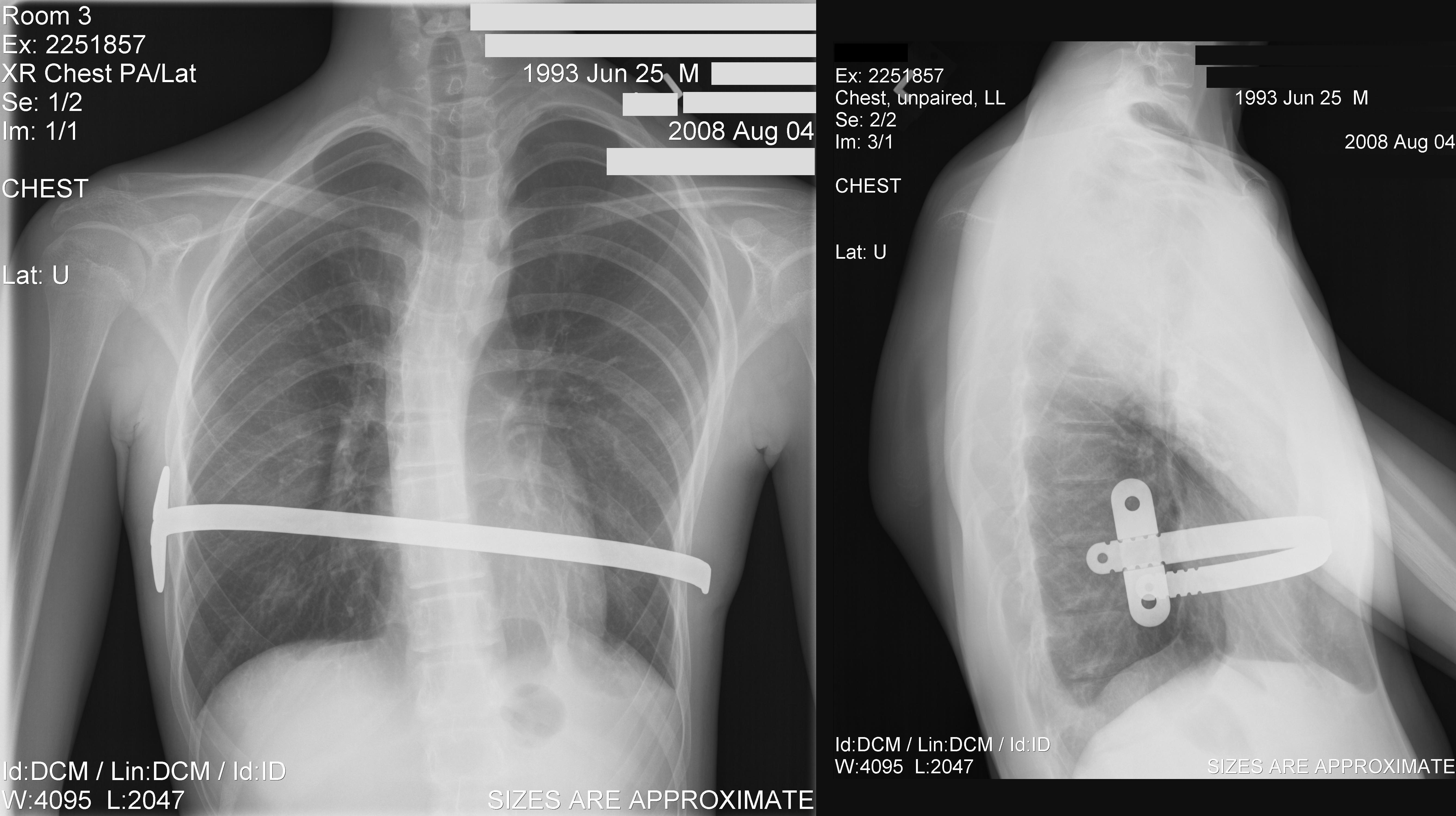
Raio-x de um menino de 15 anos de idade após ser submetido ao procedimento

A técnica de Nuss é uma técnica cirúrgica minimamente invasiva utilizada para tratar o pectus excavatum. Envolve, basicamente, a colocação de uma barra na caixa torácica. A barra é girada, empurrando o esterno e corrigindo a deformidade. A permanência da barra no tórax varia de acordo com o caso, sendo o mínimo de um ano, geralmente chegando a três anos.